# Schauplatz Brunngasse

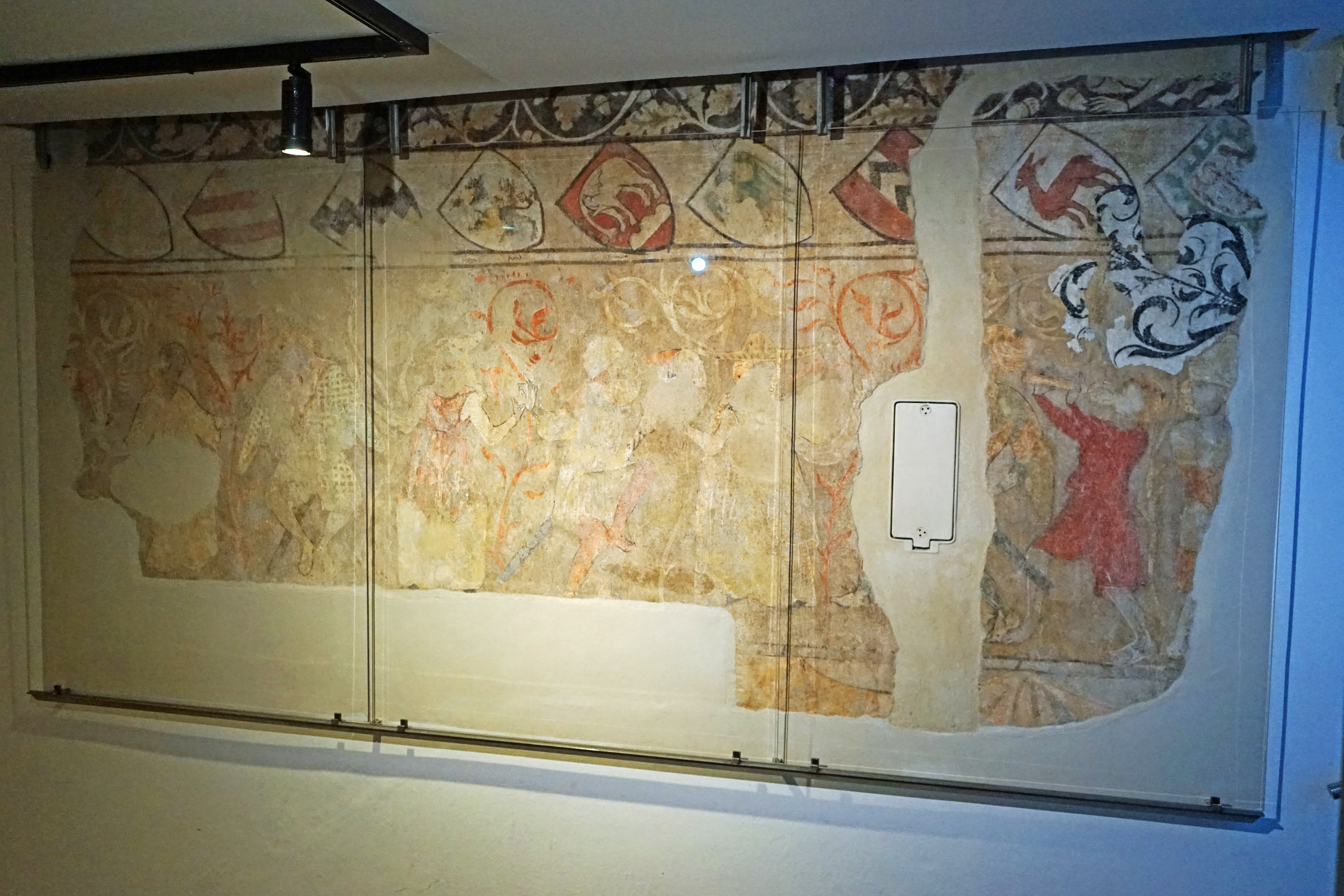
Die Wandmalereien an der Ostwand

Schauplatz Brunngasse ist ein kleines jüdisches Museum im Wohnhaus am Brunnenhof in Zürich. Im Haus an der Brunngasse 8 in der Altstadt rechts der Limmat befand sich im Mittelalter ein jüdischer Festsaal mit Wandmalereien. Sie wurden 1996 entdeckt und restauriert.

## Geschichte

### Erstellung der Malereien und ihr Hintergrund

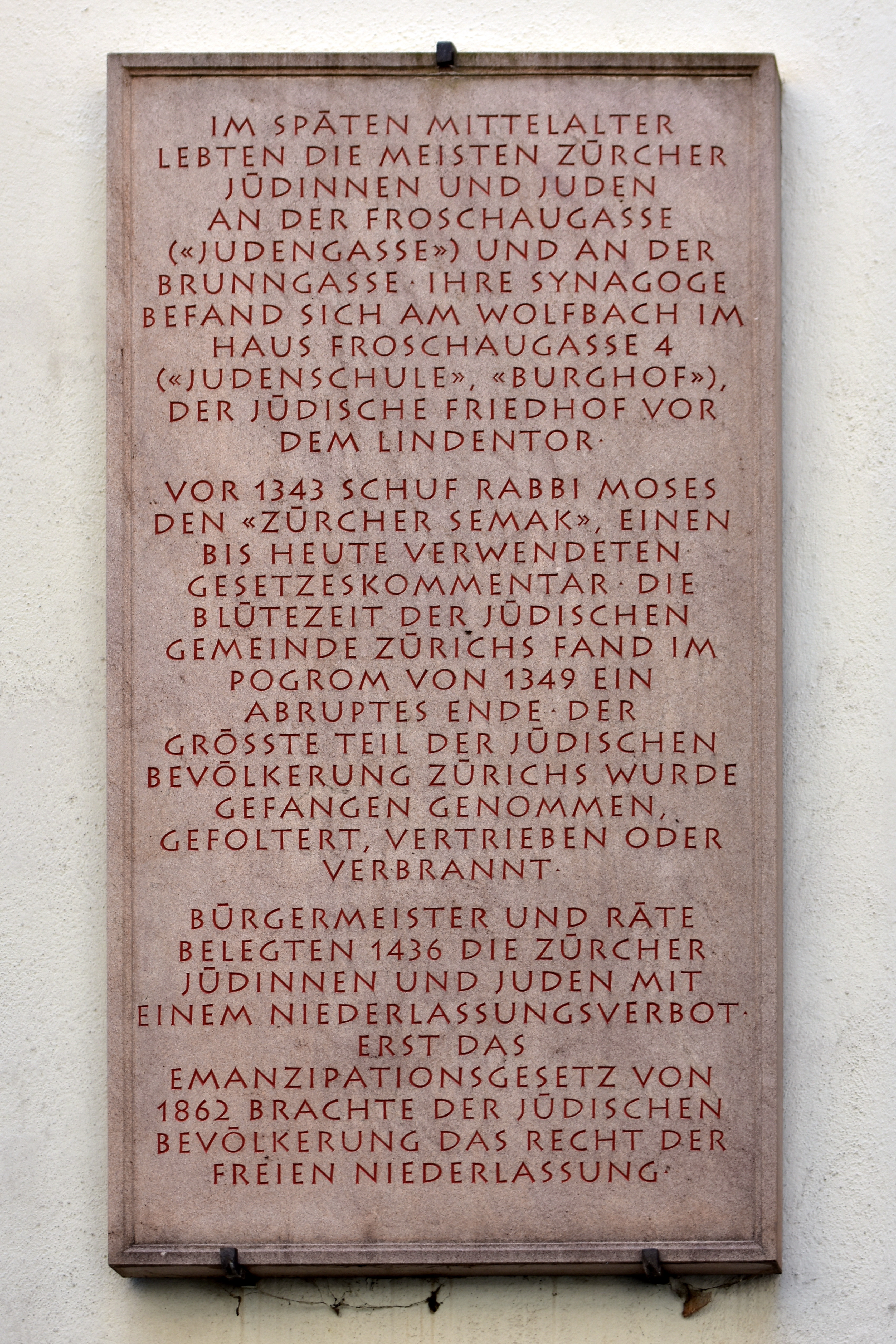
Gedenktafel für die jüdische Gemeinde an der Froschaugasse (2015)

In den 1330er Jahren waren die Witwe Minne und ihre Söhne Moses und Mordechai ben Menachem Eigentümer und Bewohner der Liegenschaft. Die jüdische Familie, die urkundlich ab den 1320er Jahren belegt ist, gab die heute in Teilen sichtbare Wandmalerei in Auftrag. Sie war unter anderem als Kreditgeberin tätig. Der Zürcher Rat machte diese Tätigkeit zur Bedingung für den Aufenthalt von Juden in der Stadt. Durch ihre Verbannung oder Ermordung entledigte man sich der Forderungen von Gläubigern.
Im vorderen Teil ihres Wohnhauses an der Brunngasse richtete die Familie im ersten Stock einen repräsentativen Festsaal ein. Seine Fläche betrug 76 Quadratmeter und die Höhe rund drei Meter. Darin dürften familiäre Feiern wie der Sederabend stattgefunden haben. Es wird vermutet, dass der Festsaal auch ein halböffentlicher Raum war, in dem die Familie Kontakte zu ihrem jüdischen und christlichen Umfeld pflegte.
Moses ben Menachem war wahrscheinlich Rabbi Moses, der die aus Frankreich stammende kleine Zusammenfassung der Gebote (Sefer Mizwot Katan, kurz SeMaK) mit Kommentaren ergänzte. Er unterhielt in Zürich eine kleine Jeschiwa, vermutlich in der nahen Synagoge an der heutigen Froschaugasse.
1345 ging das Haus an Moses’ Schwiegersohn über. Am 24. Februar 1349 wurden in Zürich in einem Pogrom alle jüdischen Männer auf dem Scheiterhaufen verbrannt und ihre Frauen und Kinder aus der Stadt vertrieben. Hintergrund für die Judenverfolgung zu der Zeit waren die Pestepidemie und finanzielle Interessen am jüdischen Besitz. Das Haus wurde von der Johanniterkommende Leuggern übernommen und in den folgenden Jahrhunderten wiederholt umgebaut. Ab den 1540er Jahren wurde der Saal vom Kaufmann Hans Schärer und seinen Nachkommen zu Wohnzwecken mit Zwischenwänden unterteilt und aufgegeben. An der Fensterfront wurde eine Sandsteinfassade ergänzt. Seit 1954 gehört das Haus der Stadt Zürich.

### Entdeckung und Einrichtung des Museums

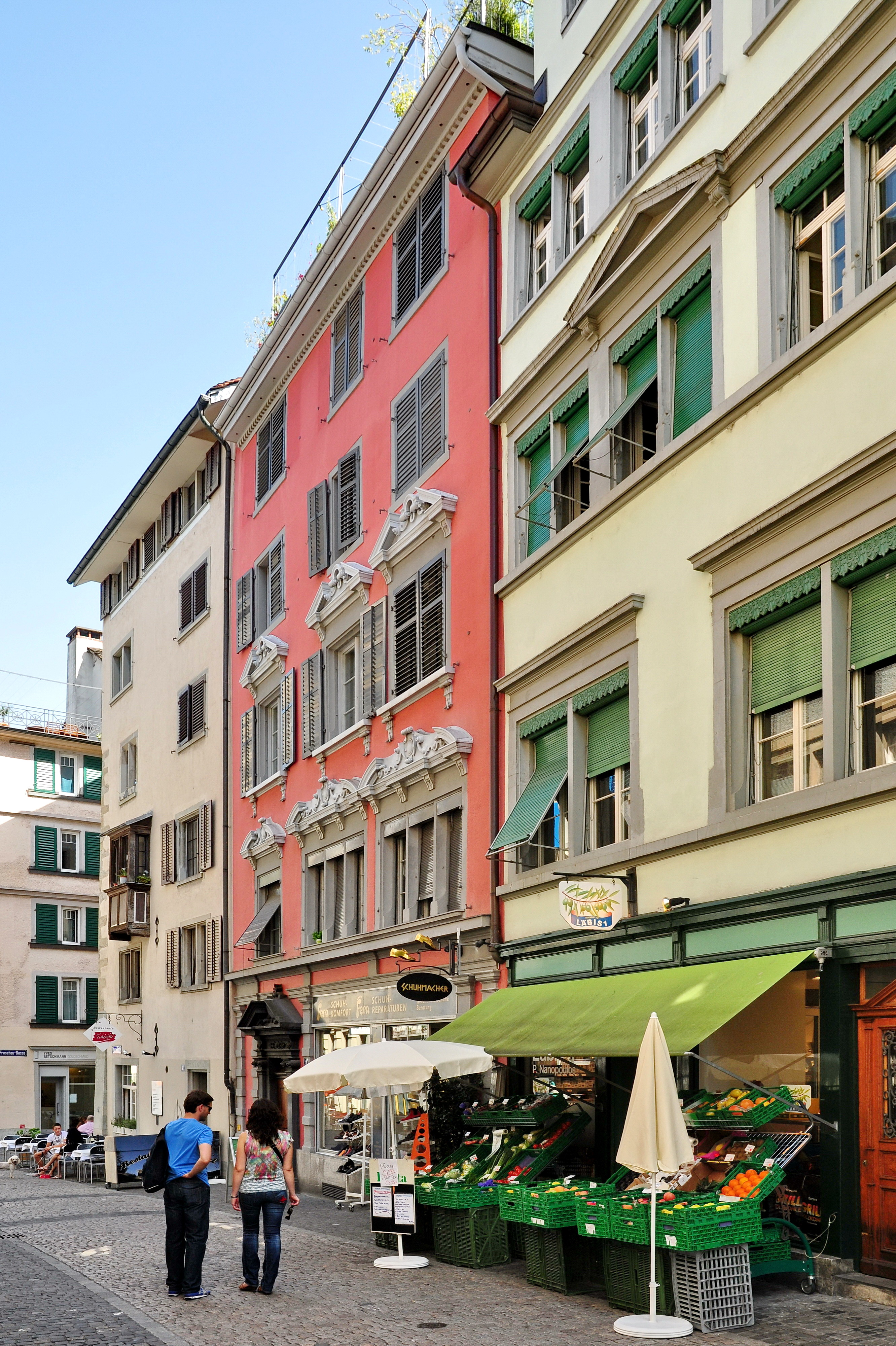
Die Brunngasse mit dem Haus zum Brunnenhof (rot)

Nachdem 1996 die wahrscheinlich im 16. Jahrhundert übermalten Wandmalereien des ehemaligen Festsaals entdeckt worden waren, wurden einige Teile freigelegt, andere im vorgefundenen Zustand belassen. Im Frühjahr 2019 gründete sich auf Initiative der Stadtarchäologie Zürich und des Schweizerischen Israelitischen Gemeindebundes der Verein «Schauplatz Brunngasse», der die bisherige Wohnung als Mieter übernahm.
Seit November 2020 ist der Ort als Museum öffentlich zugänglich. Es ist an einigen Nachmittagen während der Woche geöffnet. Der private Verein wurde ins Kulturleitbild der Stadt aufgenommen. Da er langfristig die Betriebskosten nicht mit Spenden decken kann, entscheidet der Gemeinderat im Herbst 2022 über einen Investitionsbeitrag.
Der Dokumentarfilm Brunngasse 8 von Hildegard Elisabeth Keller (2022) thematisiert die Malereien, ihre Entdeckung sowie die über 100-jährige ehemalige Hausbewohnerin Silvana Lattmann.

## Malereien
Die Wandmalereien finden sich im Saal und im Treppenhaus im ersten Stock. Die Malereien an der Ostwand über der Treppe gehörten ursprünglich ebenfalls zum Festsaal. Er war fast neun mal neun Meter gross, die drei Meter hohen Wände waren ursprünglich vollflächig bemalt. Es sind nur einige Teilstücke erhalten. Der nördliche Bereich der Ostwand wurde bisher nicht freigelegt.

### Friese
Die durchgehende Wandmalerei an der Ost- und Westwand gliedert sich in vier Zonen. Zuoberst findet sich ein Deckenfries, der Pflanzenranken zeigt. Darunter folgt ein rund 40 Zentimeter hohes Band mit Wappenschildern verschiedener Herrschergeschlechter aus dem deutschsprachigen Raum, die heraldisch nach rechts geneigt sind.
An der Ostwand (von links):
- Grafen von Nellenburg
- Grafen von Schelklingen
- Grafen von Werdenberg-Heiligenberg
- Grafen von Flandern
- Grafen von Helfenstein
- Grafen von Frohburg
- Grafen von Nidau
- Grafen von Thierstein
- Grafen von Fürstenberg

An der Südwand:
- Erzbischöfe und Kurfürsten von Mainz

An der Westwand (von links):
- Freiherren von Aarburg
- Herren von Blankenburg
- Freiherren von Hohenklingen
- Freiherren von Bechburg
- Grafen von Homberg
- Grafen von Werdenberg-Sargans
- Grafen von Zollern
- Grafen von Luxemburg
- Grafen von Kyburg
- Markgrafen von Baden
- Grafen von Sponheim-Starkenburg
- Markgrafen von Brandenburg
- Grafen von Toggenburg

In einem Band darunter steht zu jedem Wappen in hebräischer Schrift der Name der christlichen Familie. Die Schrift ist gleich alt wie die schwarzen Umrandungen der Wappenschilde, womit die jüdische Urheberschaft beziehungsweise die Auftraggeber feststehen. Zwischen den Wappen und der Fussleiste erstreckt sich die Bildzone mit figürlichen Darstellungen. In wenigen Fällen erhielten die Adligen durch einen Zusatz in gotischer Schrift eine besondere Würdigung.
Als wichtigstes Wappen gilt jenes der Grafen von Luxemburg. Das Rot des Luxemburger Löwen besteht fast nur aus wertvollem Zinnober. Das Wappen steht entweder für Heinrich VII., Balduin von Luxemburg oder Johann von Böhmen.

### Bilderzonen

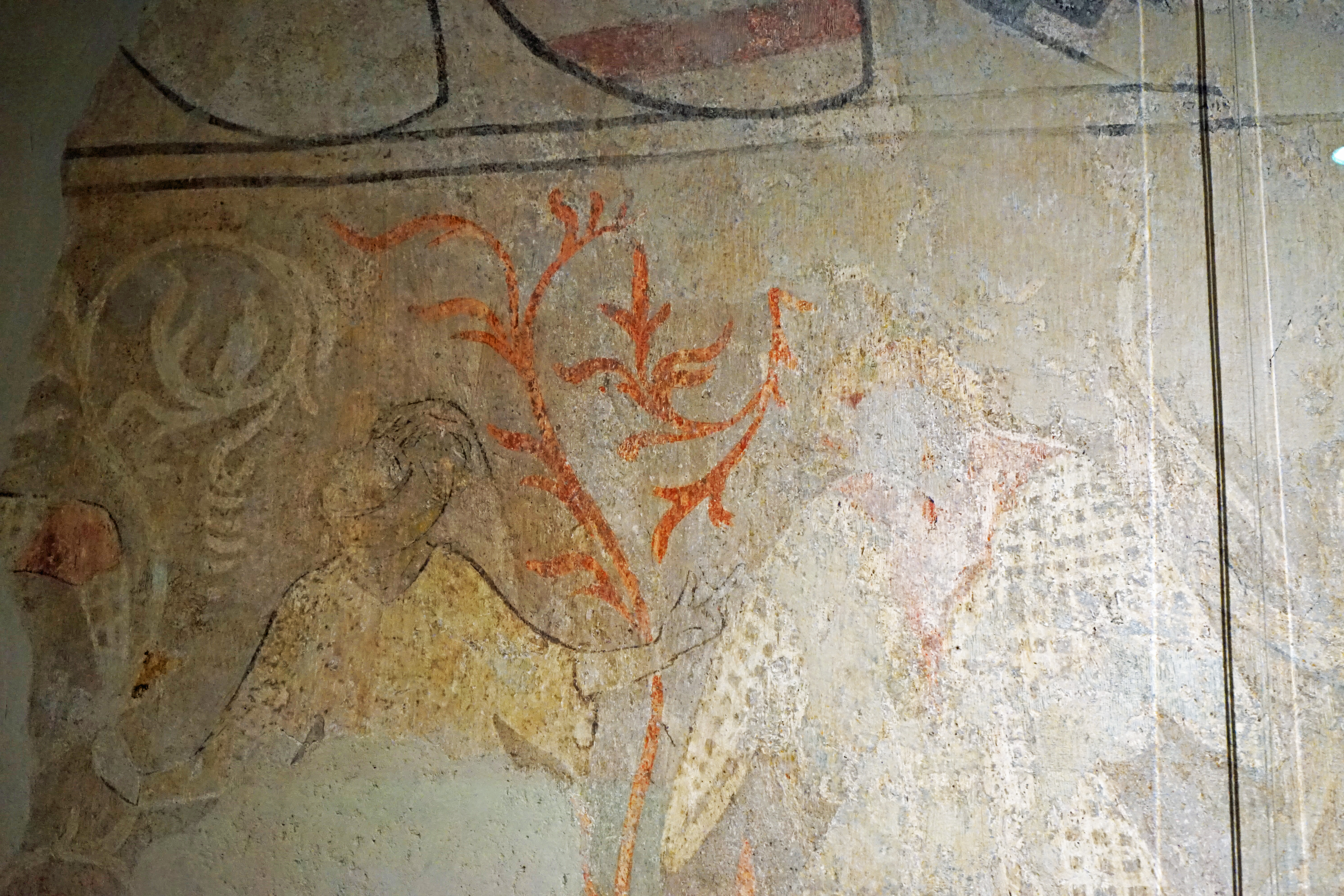
Detail der Wandmalereien an der Ostwand

Der gut erhaltene Abschnitt an der Ostwand zeigt zwei Musiker sowie zwei Tänzerinnen und zwei Tänzer. Die Tanzszene erinnert an Darstellungen zu Liedern von Neidhart von Reuental mit Motiven des Bauerntanzes. Die dargestellten Menschen sind für die damalige Zeit modisch gekleidet, zudem tragen alle Männer Schwerter. Wie in der Parodie des Minnesängers Neidhart geschildert, sind bäuerlich-derbe Kerle zu Geld und Waffen gekommen und umwerben höfische Damen im Tanz. Den Emporkömmlingen, «Bauerntölpel» genannt, fehlt jedoch das höfische Benehmen. Motive aus Neidharts Dichtungen waren ein beliebtes Sujet für Wandmalereien.
An der Westwand ist eine kleine Jagdszene erhalten, mit einer Falknerin mit Falknerhandschuh, einem Falken und einem jugendlichen Reiter, der im gestreckten Galopp davonreitet. Mit der linken Hand hält er die Zügel, während er mit dem rechten Arm eine Federspiel genannte Beutetierattrappe schwingt, mit welcher der Falke angelockt wird. Die Darstellung wird als Entführung des Falken von seiner Herrin gedeutet und steht symbolhaft für einen untreuen Liebhaber. In der Fortsetzung der Bildergeschichte, getrennt durch Bäume auf einem stilisierten Hügel, ist vermutlich die gleiche Dame in stehender Haltung und daneben die ausgestreckte Hand eines Mannes mit dem Falken zu erkennen. Insgesamt ist jedoch nur ein kleiner Teil der Bilderfolge erhalten geblieben. Die Falkenjagd als Symbol der Minne kommt auch bei vielen Illustrationen der in Zürich entstandenen Manessischen Liederhandschrift vor.
Das kleine erhaltene Fragment an der Südwand, versteckt hinter den Fliesen der Dusche, zeigt wohl einen Bogenschützen, bei dem es sich um den biblischen Esau handeln könnte. Dies legt eine beinahe gleiche Abbildung in der Weltchronik des Rudolf von Ems nahe. Zudem war der Jäger Esau, der rivalisierende Zwillingsbruder des Erzvaters Jakob, ein Synonym für die Christen und die für Juden bedrohliche Mehrheitsgesellschaft.